# Systemumgebung
Eine Systemumgebung (auch Anwendungsumgebung genannt) ist in der Informationstechnik (IT) eine Plattform, mit der ein informationstechnisches System betrieben werden kann. Der Teilbegriff System wird hierbei generalisierend benutzt und in konkreten Einzelfällen i. d. R. durch einen zweckspezifischen Ausdruck ersetzt, wobei z. B. Testumgebung entsteht – oder in Englisch test environment. Jede Systemumgebung gehört (typbezogen) zu einer bestimmten Systemarchitektur. Alle Systemumgebungen sind in der IT-Architektur bzw. Systemlandschaft definiert und werden nach deren Regeln in planmäßiger Koexistenz betrieben.
So kann ein Entwickler eine neue Version einer Software auf der Entwicklungsumgebung entwickeln, Tester können auf der Testumgebung testen, um die Software dann auf der Produktionsumgebung zu installieren (Releasemanagement). In Fehlerfällen kann ein Zustand der Produktionsumgebung auf eine Testumgebung gespiegelt werden, um dort Untersuchungen vornehmen zu können, ohne die Produktionsumgebung zu stören (Problem-Management).
Werden in einer Organisation Rechnersysteme unterschiedlicher Systemarchitekturen eingesetzt, zum Beispiel Middleware- und Großrechner-Systeme, so werden diese parallel betrieben und ggf. auch wie nachfolgend genannt in unterschiedlichen Ausprägungen.

## Systemumgebungen aus Sicht des Releasemanagements
Ein typisches System hat aus dem Gesichtspunkte des Releasemanagement eine dreistufige Umgebungsarchitektur:
- Produktions- bzw. Produktivumgebung, Betriebsumgebung: Die Umgebung, auf der die IT-Anwendungen betrieben werden, die dem Geschäftszweck des Unternehmens/des IT-Anwenders dienen.
- Testumgebung für den Test neuer Softwareversionen. Bei komplexen Systemen wird zum Teil die Testumgebung unterteilt in eine abgeschottete Testumgebung für funktionale Test sowie eine Integrationsumgebung (auch Konsolidierungsumgebung), welche, der Produktionsumgebung möglichst ähnlich, die Schnittstellen nach außen hat. Sind Lasttests umfangreich, so kann noch zusätzlich eine Last- bzw. Performancetestumgebung aufgebaut werden, welche die Rechenleistung der Produktionsumgebung abbildet.
- Entwicklungsumgebung: Die Systemumgebung, auf der Entwickler neue Softwareversionen entwickeln und dazu Programme zur Softwareentwicklung benutzen – die in abweichender Bedeutung ebenfalls als „Entwicklungsumgebung“ o. ä. bezeichnet werden.

Weitere oft für spezielle Zwecke eingesetzte Systemumgebungen können Demo-, Schulungs- bzw. Kursumgebungen sein. Hier werden neue Funktionen vorgestellt bzw. neue Benutzer geschult.
Daneben finden sich weitere Bezeichnungen wie Qualitäts- oder Pilotumgebung, die spezielle Varianten von Testumgebungen sind, evtl. nur für eine begrenzte Dauer.

### Konfigurationsunterschiede
Die einzelnen Systemumgebungen können unterschiedlich konfiguriert sein; z. B. müssen Entwicklungswerkzeuge nur auf der Entwicklungsumgebung, für sehr hohe Lasten ausgelegte Prozessor- und Speicherkomponenten häufig nur auf der Produktionsumgebung verfügbar sein. Doppelt oder mehrfach ausgelegte Systemumgebungen sind ein typisches Merkmal von kritischen Systemen in Unternehmen oder öffentlichen Verwaltungen, weil diese Systeme, z. B. Prozessleitsysteme oder Enterprise-Resource-Planning-Systeme, möglichst unterbrechungsfrei funktionieren müssen.

### Reale / virtuelle Systemumgebungen
Nicht jede Systemumgebung braucht dabei eine eigene Hardware; zunehmend werden für nicht-produktive Systemumgebungen virtuelle Maschinen eingesetzt. Die verschiedenen Systemumgebungen werden aus Sicht der Systemadministration mit unterschiedlichen Bezeichnungen geführt (z. B. TEST, QUSI, PROD1, PROD2); sie bzw. die in ihnen laufenden Anwendungen und Prozesse werden von den jeweils vorgesehenen Benutzern angesteuert. Nicht selten sind die Entwicklungs- und die Testumgebung betriebstechnisch identisch. Über betriebssystemabhängige Koppelungsmechanismen können unterschiedliche Systemumgebungen miteinander verbunden werden, d. h. sich gegenseitig Aufträge zurouten.

## Weitere Umgebungstypen
In der IT wird der Teilbegriff „Umgebung“ auch in weiteren Zusammenhängen benutzt:
- Arbeitsumgebung: Der Computerarbeitssplatz als Betriebsmittel zur Ausführung betrieblicher Aufgaben
- Laufzeitumgebung: Zur Nutzung von Anwendungssoftware über eine spezielle Softwareschicht in der Systemsoftware, um die Schnittstellen zum Betriebssystem nicht in der Anwendung selbst halten zu müssen
- Desktop-Umgebung: Teile des Betriebssystems, durch die die Kommunikation Mensch–Computer über grafische Objekte in einer Schreibtisch-ähnlichen Darstellung möglich ist.

## Anmerkung
1. ↑  …, so im Zusammenhang mit Anwendungen, …